# 戈爾內什蒂鄉
46°40′0″N 24°39′0″E / 46.66667°N 24.65000°E
戈爾內什蒂鄉（羅馬尼亞語：Comuna Gornești, Mureș），是羅馬尼亞的鄉份，位於該國中部，由穆列什縣負責管轄，面積54平方公里，海拔高度340米，2007年人口5,757，人口密度每平方公里106人。